# セレモニー (企業)
株式会社セレモニーは、埼玉県さいたま市浦和区に本社を置く冠婚葬祭を主な業務とする企業。介護事業や飲食店も経営している。

## 概要
埼玉県や東京都にて冠婚葬祭業を行っている。セレモニー（一部は関連企業の株式会社埼玉冠婚葬祭センター）が所有する結婚式場と葬儀場を使用している。
2003年よりタレントの風間杜夫をCMに起用。2013年現在、日本テレビ系列「情報ライブ ミヤネ屋」にて関東ローカル枠でCMが放映されている他、テレ玉で放送されている夏の高校野球埼玉大会中継（毎年7月に放送）（主会場：埼玉県営大宮公園野球場）では、60秒のCMを放送することもある。近年は、YouTubeで同社の公式チャンネルを開設し、風間が葬儀ディレクター役に扮し、自社の式場内で撮影した葬儀のマナーや、葬儀社の決め方を解説する動画なども公開している。
通夜時には、浦和・中浦和・大宮ホールを除く各式場で、最寄り駅までの無料送迎バスが運行されている。

## 営業所
- 浦和営業所 - さいたま市浦和区常盤9-4-13
- 大宮営業所 - さいたま市大宮区東町2-288　ミツモトビル3F
- 川口営業所 - 川口市川口2-9-18　喜栄ビル2F
- 蕨営業所 - 蕨市中央3-7-1　ジェイホームビル6F
- 越谷営業所 - 越谷市南越谷1-1-52　グリーンボード南越谷3F
- 春日部営業所 - 春日部市中央6-8-24　第31アオイビル3F
- 狭山ヶ丘営業所 - 所沢市狭山ヶ丘1-2980-3　ミカシマビル2F
- 川越営業所 - 川越市脇田本町22-16
- 東京西部営業所 - 東京都西東京市南町1-15-4

## 葬儀式場
- 浦和ホール
- 武蔵浦和ホール
- 駒場ホール
- 中浦和ホール
- 別所ホール
- 北浦和ホール
- 川口ホール
- 上尾ホール
- 大宮ホール
- コスミック大宮
- 与野ホール
- 岩槻ホール
- 越谷ホール
- 越谷東口ホール
- 春日部ホール
- 西川口ホール
- 狭山ヶ丘ホール
- 所沢けやき台ホール
- 区民葬祭センター（東京都板橋区）
- 柳崎ホール
- 大成ホール
- 蕨ホール
- 南越谷ホール

ほかに伊勢丹浦和店6階に「セレモニー葬儀・仏事相談コーナー」を設置している。

## 支店・事業所
- 和光支店
- 川越事業所

## 結婚式場
- ラ・ボア・ラクテ
- ステラ・デル・アンジェロ

## 飲食店
- エルミタージュ
- ティナラウンジ
- 次元

## スポンサード
- ポルティモネンセ
- 浦和レッドダイヤモンズ
- 大宮アルディージャ
- 埼玉アザレア